# Armando Aste
Armando Aste, nemško-italijanski alpinist, * 6. januar 1926, Rovereto, Italija, † 1. september 2017, Rovereto.
Aste velja za enega najpomembnejših italijanskih alpinistov druge polovice 20. stoletja; kot prvi Italijan je preplezal severno steno Eigra leta 1962 in opravil številne prve smeri v Dolomitih.